# Новоленск
Новоленск (укр. Новоленськ) — село в Волочисском районе Хмельницкой области Украины.
Население по переписи 2001 года составляло 198 человек. Почтовый индекс — 31235. Телефонный код — 3845. Занимает площадь 0,7 км². Код КОАТУУ — 6820981503.

## Местный совет
31235, Хмельницкая обл., Волочисский р-н, с. Бубновка